# Fernando D'Amico
Fernando Osvaldo D'Amico (Buenos Aires, 10 de febrero de 1975) es un exfutbolista argentino que se desempeñaba como mediocampista. Fue director deportivo del Club Deportivo Badajoz, cargo que ocupó al anunciar su retirada del fútbol en este club en 2009. Es el hermano mellizo de Patricio D'Amico.

## Trayectoria
En Argentina en país natal, Comenzó su carrera profesional a los 17 años en All Boys en el año 1993, junto a su hermano mellizo Patricio D'Amico. Ya en Primera División Argentina jugó en Huracán de Corrientes. Luego jugó en Quilmes Athletic Club. Junto a su hermano, ficharon en Club Deportivo Badajoz de España en el año 1998.
Un año más tarde en 1999 llegó al Lille OSC en Francia en tres años el Lille consiguió pasar de la segunda división gala a la Liga de Campeones de la UEFA, ese ascenso fulminante solo lo consiguió el Lille en la historia del fútbol francés. En su primer año llegó a ganar la estrella de oro France Football al mejor jugador de la Ligue 2. Para luego jugar en la Ligue 1 peleando por el título y ser nombrado el mejor mediocentro de la Ligue 1 por el prestigioso diario francés L'Equipe. Al otro año jugó la Liga de Campeones de la UEFA siendo protagonista contra equipos tan importantes como el Parma Calcio 1913, Manchester United Football Club, Real Club Deportivo de La Coruña y el Olympiakos de El Pireo. 
Al año siguiente jugó La UEFA Europa League eliminando a la ACF Fiorentina en octavos de final y cayendo en cuartos contra el Borussia Dortmund. En su cuarto y último año en el Lille OSC llegó a ser finalista de la Copa Intertoto de la UEFA marcando goles importantes en cuartos de final contra el Gloria Bistrița de Rumanía y en semifinal contra el Aston Villa Football Club. En 2003 fichó para el Le Mans Union Club 72 logrando marcar el primer gol del Le Mans Union Club 72 en la historia de la Ligue 1.
En el 2005 viaja hacia España para jugar en Pontevedra CF. Ya en el 2006 viaja a Grecia para en el Ethnikos Asteras y más tarde regresar a España para jugar en el CF Extremadura. 
Su último club fue el Club Deportivo Badajoz.

## Actividad post-retiro
Fue director deportivo del Club Deportivo Badajoz hasta el año 2009, en el cual el club finalizó la temporada ascendiendo de categoría. Esa misma temporada deja la dirección deportiva, y se introdujo en un nuevo proyecto, al crear una asesoría deportiva llamada Quality Players SL. Ésta se dedicaba a dar cobertura a jugadores y clubes en diferentes ámbitos, por todo el mundo. Actualmente es intermediario oficial por la Real Federación Española de Fútbol. Participa de intermediaciones entre grandes clubes y jugadores.
Desde 2007, compatibiliza sus actividades con la Escuela de Fútbol Fernando D'Amico. Es educador, formador de valores, experto en Inteligencia Emocional, Especialista Universitario en coaching Deportivo y entrenador de nivel tres nacional UEFA PRO.
Fernando D'Amico ha desarrollado una destacada carrera como autor de literatura infantil y juvenil, en la que fusiona su pasión por el fútbol con mensajes de superación personal, trabajo en equipo y valores fundamentales. Sus obras están inspiradas en su experiencia como futbolista profesional, formador y experto en inteligencia emocional.
En diciembre de 2018, D'Amico publicó el primer libro de su saga más emblemática, Game Fútbol, titulado Game Fútbol 1, Infinito. La serie combina elementos de aventura, fantasía y deporte, ambientada en un universo de videojuego. A través de esta narrativa, el autor aborda el desarrollo de habilidades emocionales, valores deportivos y estrategias de superación en la vida.
El éxito de la primera entrega permitió la continuidad de la saga, que incluye los siguientes títulos:
Game Fútbol 2, El Hacker (enero de 2020), que trata sobre los riesgos y desafíos del mundo digital.
Game Fútbol 3, Parkour, donde los protagonistas enfrentan pruebas físicas y emocionales mediante la acción y el movimiento.
Game Fútbol 4, Superliga, que aborda la competencia en el fútbol a nivel de élite.
Game Fútbol 5, Atrapados en un móvil, en el que la tecnología y la conexión digital juegan un papel central en la aventura.
Game Fútbol 6, Super Perro Salchicha, una historia que introduce a un personaje carismático, el "Super Perro Salchicha", promoviendo valores como la amistad y la lealtad.
En enero de 2025, D'Amico publicó la Edición Dorada: El Pibe de Oro, una obra especial de la saga. En esta historia, Pibe y Lucecita, los protagonistas principales, junto a su equipo Los Pro, se adentran en un videojuego para superar diversos niveles y desafíos. A lo largo de la trama, los personajes descubren que "el oro más valioso brilla en el corazón", consolidando así los mensajes de confianza, autoestima y perseverancia. Esta edición dorada fue concebida como una celebración de los valores fundamentales presentes en toda la serie.
La saga Game Fútbol se ha consolidado como una referencia en la literatura infantil y juvenil, destacando por su capacidad para fomentar el interés por la lectura y por su enfoque en el desarrollo personal y emocional de los lectores jóvenes.

## Clubes

### Como jugador
| Club                   | País      | Año       |
| ---------------------- | --------- | --------- |
| All Boys               | Argentina | 1993-1995 |
| Huracán Corrientes     | Argentina | 1995-1997 |
| Quilmes                | Argentina | 1997-1998 |
| Club Deportivo Badajoz | España    | 1998-1999 |
| Lille OSC              | Francia   | 1999-2003 |
| Le Mans                | Francia   | 2003-2004 |
| Pontevedra CF          | España    | 2005      |
| Ethnikos Asteras       | Grecia    | 2006      |
| CF Extremadura         | España    | 2007      |
| Club Deportivo Badajoz | España    | 2007-2009 |

### Como director deportivo
| Club                   | País   | Año       |
| ---------------------- | ------ | --------- |
| Club Deportivo Badajoz | España | 2009-2010 |

## Palmarés
| Título               | Club               | País      | Año  |
| -------------------- | ------------------ | --------- | ---- |
| Primera "B" Nacional | Huracán Corrientes | Argentina | 1996 |
| Ligue 2              | Lille OSC          | Francia   | 2000 |